# 235999 Bucciantini
235999 Bucciantini è un asteroide della fascia principale. Scoperto nel 2005, presenta un'orbita caratterizzata da un semiasse maggiore pari a 3,0797330 UA e da un'eccentricità di 0,0781839, inclinata di 9,08148° rispetto all'eclittica.